# Операция «Мобайл»
Операция «Мобайл» (англ. Operation MOBILE) — военная операция осуществляемая Канадой против Ливии. Официально провозглашенная цель операции: прекратить агрессию ливийского лидера Муамара Каддафи по отношению к мирному населению страны. Аналогичная операция Соединенных Штатов носила название Рассвет одиссеи, Франции — Харматан, а британским аналогом была операция «Эллами». Конфликт в Ливии были частью более крупного движения «Арабская весна», которое началось в Тунисе 18 декабря 2010 года. Когда демонстрации начались в Ливии, правительство Муаммара Каддафи ответило систематическими атаками авиации и наземных войск, а также репрессиями против протестующих. В своем выступлении Каддафи пообещал преследовать протестующих и освобождать страну «по дому». Несколько стран подготовились к немедленным военным действиям на конференции в Париже 19 марта.
Бесполетная зона была введена в рамках операции НАТО «Союзный защитник». НАТО взяло на себя руководство всеми операциями в Ливии с 06:00 по Гринвичу 31 марта. Канада продолжала действовать в рамках операции «Мобайл», до её прекращения 1 ноября 2011 года.

## Силы Канады

### Военно-морской флот
2 марта 2011 года, премьер-министр Канады объявил, что HMCS Charlottetown выдвинулся из Галифакса c целью оказать гуманитарную помощь населению Ливии.
HMCS Charlottetown - фрегат типа «Галифакс» под командованием Крейга Скьерпена с экипажем из 240 офицеров и матросов, вертолетом CH-124 Sea King и воздушным отрядом. Вместе с другими кораблями Постоянной морской группы 1 HMCS Charlottetown участвовал в региональных операциях по обеспечению безопасности в центральной части Средиземного моря. 18 августа HMCS Vancouver занял место HMCS Charlottetown до конца миссии НАТО в Ливии. HMCS Charlottetown вернулся в Канаду 2 сентября.

### Военно-воздушные силы
Оперативная группа Либеччо — авиационное подразделение, участвовавшее в обеспечении соблюдения бесполетной зоны в Ливии, санкционированное Резолюцией 1973, принятой Советом Безопасности ООН 17 марта. Целевая группа была названа в честь сильного юго-западного ветра, дующего в Средиземном море круглый год. Оперативная группа Либеччо включала шесть истребителей CF-18 Hornet, два Boeing CC-177 Globemasters, два CP-140 Aurora и около 200 военнослужащих канадских вооруженных сил, включая летные экипажи и наземных техников из 425-й тактической истребительной эскадрильи 3-го крыла CFB Bagotville и 409 Tactical Fighter, эскадрилья 4-м крыле CFB на Холодном озере и в других местах по всей Канаде. В состав сил также входили два отряда дозаправки воздух-воздух CC-150 Polaris из состава 437-й транспортной эскадрильи 8-го крыла авиабазы Трентон, Онтарио. Оперативная группа Либеччо достигла региона 18 марта.
CF-18 Hornets и CC-150 Polaris базировались на авиабазе Трапани-Бирджи на Сицилии, Италия.
Самолеты CP-140 Aurora базировались на военно-морской авиабазе Сигонелла на Сицилии, Италия.
Отряд Трапани:
- Семь истребителей CF-18 Hornet из 425-й тактической истребительной эскадрильи и 409-й тактической истребительной эскадрильи в 4-м крыле Колд-Лейк, Альберта;
- два самолета-заправщика CC-150 Polaris из состава 437-й транспортной эскадрильи в 8-м крыле Трентон, Онтарио, и
- два самолета-заправщика воздух-воздух CC-130H Hercules из состава 435 транспортной эскадрильи 17-го крыла Виннипег, Манитоба

Отряд Сигонеллы:
- Два самолета CP-140 Aurora, один из 405-й эскадрильи дальнего патрулирования в 14-м крыле Гринвуд, Новая Шотландия, а другой из 407-й эскадрильи дальнего патрулирования в 19-м крыле Комокс, Британская Колумбия.

по состоянию на 05:30, 25 октября 2011 г:
- Истребители CF-188 Hornet 946
- Танкеры CC-150 Polaris 250
- Дальний патрульный самолет CP-140 Aurora 181
- Воздушные погрузчики CC-130J Hercules 23
- Танкеры CC-130 Hercules 139

#### Развернутые силы
- Королевские военно-воздушные силы Канады[11]
  - 6 многоцелевых истребителей CF-18 Hornet (еще один в резерве) из аэропорта Трапани-Бирджи в Трапани, Италия
  - 2 стратегических транспортных самолета CC-177 Globemaster III
  - 2 тактических транспортных самолета CC-130J Hercules
  - 2 танкера-заправщика CC-150 Polaris
  - 2 патрульных самолета CP-140 Aurora[12]
- Королевский военно-морской флот Канады
  - HMCS Charlottetown, фрегат типа «Галифакс». 
    - 1 CH-124 Sea King

  - HMCS Vancouver, фрегат типа «Галифакс». 
    - 1 CH-124 Sea King
- Командование сил специальных операций
  - 2-я Объединённая оперативная группа[13]

Еще шесть CF-18 были переведены в состояние боевой готовности и готовы к немедленному развертыванию в случае необходимости [13].

## Хронология

### 19 марта
Премьер-министр Канады Стивен Харпер сделал заявление, что вооружённые силы Канады вступят в бой с подразделениями ливийской армии. Он также добавил, что Канада сделает всё возможное чтобы оградить мирное население от атак со стороны лояльных Каддафи сил.

### 21 марта
Четыре истребителя CF-18 и два заправщика CC-150 Polaris, вылетевшие из аэропорта Трапани-Бирджи, совершили свой первый вылет в Ливию 21 марта, действуя вместе с самолетами коалиции, проводящими бомбардировки. Канада рассчитывала принять участие в бомбардировках уже следующей ночью. HMCS Charlottetown также начал патрулирование вод к северу от Ливии для обеспечения морской блокады Ливии.
Министр обороны Питер Маккей заявил, что еще шесть истребителей CF-18 находятся в резерве для развертывания в случае необходимости.

### 22 марта
Два CF-18 снова вылетели во вторник, 22 марта. Однако им пришлось отказаться от запланированной атаки на ливийский аэродром, поскольку высокая вероятность сопутствующего ущерба противоречила строгим правилам ведения боя. На второй день заправщик CC-150 заправлял канадские самолеты, а также другие самолеты коалиции.

### 23 марта
На третий день с момента начала кампании канадские самолеты впервые были применены в боевых условиях. Это произошло, когда четыре CF-18 совершили два авиаудара по складу боеприпасов в Мисурате, сбросив четыре 227-килограмовые бомбы с лазерным наведением, при поддержке двух заправщиков CC-150 Polaris.
Что касается других событий, коммодор Джон Ньютон из Королевского военно-морского флота Канады заявил, что экипаж HMCS Charlottetown был подготовлен к проведению операций по высадке на берег и обучался поиску и спасению пилотов сбитых самолетов.

### 24 марта
Два CF-18 провели патрулирование воздушного пространства Ливии. CC-150 Polaris принимал участие в операциях по обеспечению топливом канадских самолетов. Министр обороны Питер Маккей объявил, что Канада отправит два СР-140 «Aurora» для наблюдения за морским пространством для поддержки эмбарго ООН на поставки оружия в Ливию. Канадские вооруженные силы развернули 80 человек из 14 крыла Гринвуд и 19 крыла Комокс.

### 25 марта
Два CF-18 совершили один боевой вылет и выпустили несколько высокоточных боеприпасов по объектам радиоэлектронной борьбы возле Мисраты. Два CC-150 также участвовали в операции и заправляли как канадские, так и коалиционные самолеты. HMCS Charlottetown патрулировал север Ливии и исследовал терпящее бедствие судно.

### 27 марта
Второй склад боеприпасов, на этот раз расположенный в 92 километрах к югу от Мисраты, был уничтожен в результате операции четырех CF-18, использовавших 227-килограммовые бомбы с лазерным наведением; Кроме того, CF-18 координировали другие атаки с участием до 20 самолетов коалиции. В целях соблюдения эмбарго на поставки оружия самолет CP-140A «Аврора» впервые выполнил миссию морского патрулирования.

### 29 марта
Два CF-18 помогают повстанцам атаковать цели в Мисрате. Примерно в это же время, канадский самолет-разведчик CP-140 Aurora начал операцию психологической войны над Ливией с использованием пропагандистских листовок и радиопередач. Трансляция пропагандистских сообщений над ливийской территорией привела к тому, что режим Каддафи попытался заглушить передачи с помощью систем радиоэлектронной борьбы.

### 31 марта
С 08:00 по восточноевропейскому времени НАТО взяло на себя единоличное командование всеми воздушными операциями над Ливией в рамках операции «Союзный защитник», взяв на себя управление командованием США в Африке.

### 21 апреля
Пилоты совершили более 100 вылетов над Ливией с начала операции «Мобайл». За прошедшую неделю они были задействованы 38 раз. Они атаковали бронетехнику, склады боеприпасов и ракетные установки.

### 13 мая
HMCS Charlottetown участвовал в морском сражении возле портового города Мисрата. Фрегат проводил патрулирование около 2 часов ночи по местному времени вместе с другими военными кораблями союзников, когда несколько быстрых небольших лодок начали атаку. Ни один военный корабль не получил повреждений.
Это был первый случай со времен Корейской войны, когда канадский военный корабль участвовал в военно-морском сражении.

### 19 мая
Канадские летчики участвовали в авиаударах НАТО, в результате которых было уничтожено восемь ливийских военных кораблей. HMCS Charlottetown также участвовал в операции.

### 27 мая
С 31 марта канадские пилоты сбросили 240 бомб с лазерным наведением на цели в Ливии.

### 2 июня
В понедельник утром HMCS Charlottetown подвергся сильному обстрелу. Ливийская армия разместила 12 РСЗО «Град» в портовом городе Мисрата и открыла огонь по канадскому военному кораблю. Фрегат не открыл огонь в ответ и не получил повреждений.

### 16 июня
В течение предыдущей недели вCF-18 уничтожали бронетехнику, полевой штаб, склады боеприпасов и административные структуры с помощью бомб с лазерным наведением. В течение той же недели CF-18 были отозваны к одной цели из-за отказа системы лазерного наведения на реактивном самолете союзников.

### 10 июля
HMCS Vancouver под командованием командира Брэдли Питса с 225 членами экипажа и отрядом из 443-й морской вертолетной эскадрильи покинул военную базу Эскуаймолт и направился в Средиземное море, чтобы заменить HMCS Charlottetown, который находился у ливийского побережья с марта.

### 29 июля
Канадский самолет-разведчик CP-140 Aurora начал операцию психологической войны над Ливией. Самолет наблюдения начал трансляцию пропагандистских сообщений над ливийской территорией, в то время как режим Каддафи пытался заглушить передачи с помощью радиоэлектронной борьбы.

### 18 августа
Церемония смены командования прошла в Пальма-де-Майорка, Испания, где HMCS Vancouver официально сменил HMCS Charlottetown. Церемония официально ознаменовала, что оперативная группа Шарлоттаун стала оперативной группой Ванкувер, а командование оперативной группой было передано командиру Брэдли Питсу.

### 1 ноября
Операция «Мобайл» была официально прекращена. Власти Канады приступили к выводу войск.